# Álvaro Rodriguez (ecclésiastique)
Pour les articles homonymes, voir Álvaro Rodríguez.
 Álvaro Rodriguez  ecclésiastique espagnol nommé évêque d'Aoste en 1526/1527  il renonce au siège avant d'avoir été consacré.

## Histoire
Après la mort d'Amedeo Berruti  en février 1525  l'évêché d'Aoste demeure vacant pendant trois ans. 
Les chapitres de chanoines de la cathédrale d'Aoste et de la Collégiale de Saint-Ours élisent comme évêque le 19 février 1525, François de Chevron Villette abbé commendataire de Santa-Marie di Cavour mais le pape Clément VII refuse de confirmer cette élection.
On propose d'abord  l'évêché à Jean-Baptiste Provana de Leyni protonotaire apostolique, futur précepteur d'Emmanuel-Philibert et évêque de Nice qui refuse le siège épiscopal.  Álvaro Rodriguez un espagnol diacre de la chapelle de l'impératrice Isabelle de Portugal 
et au service du duc Charles III de Savoie est ensuite nommé évêque d'Aoste mais ce dernier renonce lui aussi le  31 mars 1527  et se désiste à Burgos le 20 octobre 1527 en faveur de Pietro Gazino dont le frère est un gentilhomme de la suite de l'empereur Charles V. Ce dernier et son épouse le recommandent  au duc Charles III de Savoie et à son épouse Béatrice de Portugal  sœur de l'impératrice . Le nouvel évêque est confirmé en janvier 1528 par le Pape Clément VII ce qui met fin à la vacance  du siège. Selon Abbé Joseph-Marie Henry,  les deux candidats pressentis auraient mis en avant pour justifier leur refus les difficultés liées à la progression de la Réforme protestante dans la Vallée d'Aoste 

### Source
- Abbé Joseph-Marie Henry, Histoire populaire religieuse et civile de la Vallée d’Aoste, Aoste, Imprimerie Marguerettaz, 1929, réédition en 1967, chapitre 167: « Apparition du protestantisme dans la Vallée d'Aoste »,  p. 215-216.